# Kasalice
Kasalice település Csehországban, a Pardubicei járásban. Kasalice Kratonohy, Pravy, Křičeň, Bukovka, Rohovládova Bělá, Chýšť és Voleč településekkel határos. Lakosainak száma 221 fő (2024. január 1.).

## Népesség
A település lakosságának változását az alábbi diagram mutatja:
| Lakosok száma | 330  | 360  | 332  | 248  | 211  | 191  | 193  | 192  | 220  | 221  |
|               | 1869 | 1890 | 1921 | 1950 | 1980 | 2001 | 2017 | 2019 | 2022 | 2024 |